# Лінда Мартін
Лінда Мартін (англ. Linda Martin; 17 квітня 1953 року, Белфаст , Північна Ірландія) — ірландська співачка. Представляла Ірландію на Євробаченні 1992, на якому перемогла з піснею «Why Me?».

## Дискографія

### Сингли, записані з гуртом Chips
- 1974 — King Kong (como Lily & Chips on Barclay Records #62003 France)
- 1974 — Love for an Angel
- 1975 — Love Matters
- 1975 — Twice A Week
- 1977 — Goodbye Goodbye
- 1981 — New Romance (It's A Mystery)
- 1982 — David's Song
- 1982 — Hi-Lowe

### Сольні сингли
- 1983 — Edge of the Universe
- 1984 — Terminal 3
- 1984 — Body Works
- 1988 — Hiding From Love
- 1989 — Impossible To Do
- 1990 — Where The Boys Are
- 1991 — Did You Ever
- 1992 — Why Me